# Зелений мох (заказник)
Зелений мох — ботанічний заказник місцевого значення. Об'єкт розташований на території Овруцького району Житомирської області, ДП «Словечанське ЛГ» , Велідницьке лісництво, кв. 73, вид. 1, 2, 5, 6, 7, 14, 15; кв. 74, вид. 1, 2, 3, 12, 13, 19.
Площа — 50 га, статус отриманий у 1995 році.